# St-André (Mesnil-Saint-Père)

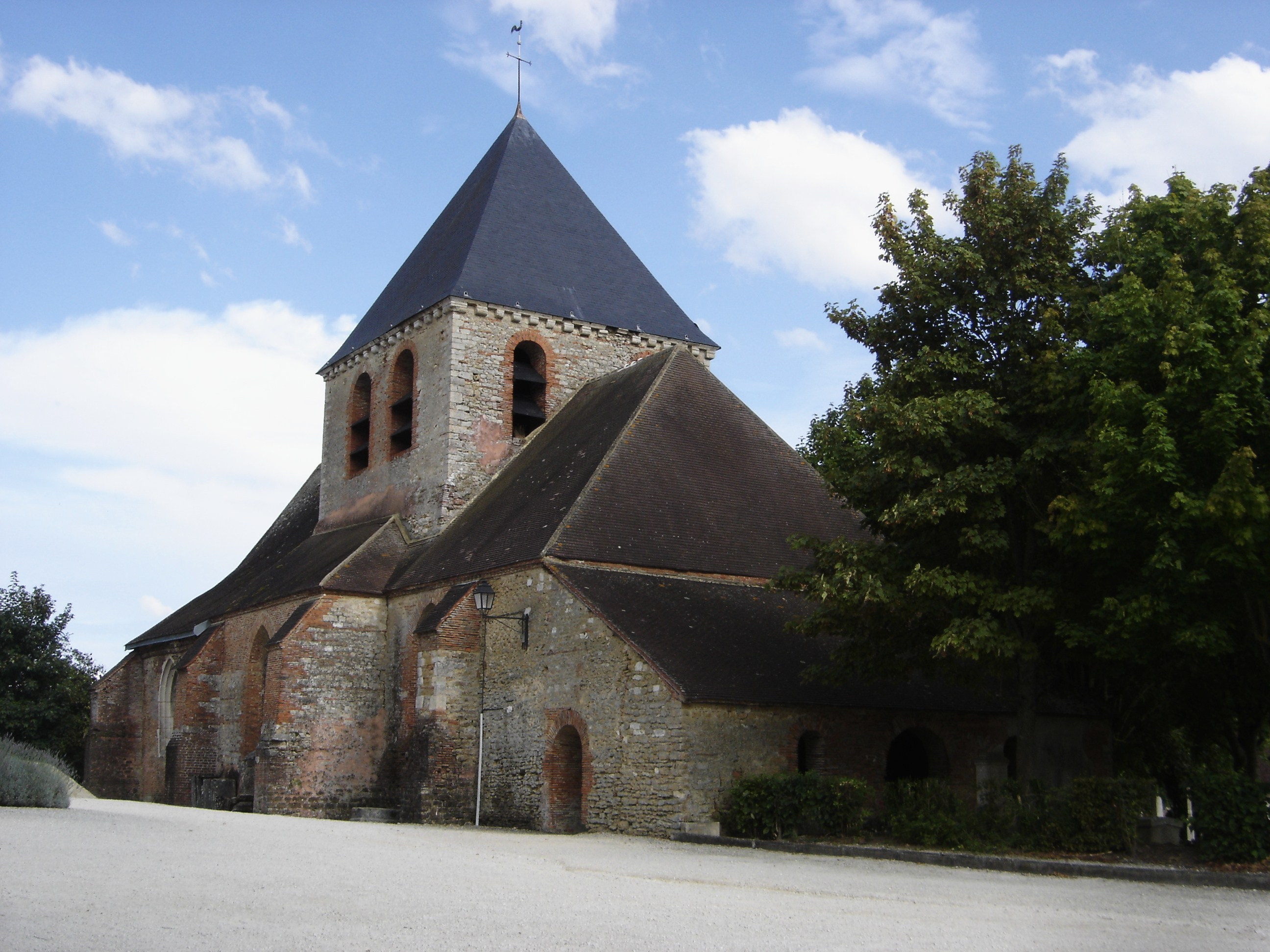
Kirche St-André

Die römisch-katholische Pfarrkirche St-André in Mesnil-Saint-Père, einer französischen Gemeinde im Département Aube in der Region Grand Est, wurde ursprünglich im 12. Jahrhundert errichtet. Das Bauwerk steht seit 1982 als Monument historique auf der Liste der Baudenkmäler in Frankreich.
Im 16. und 17. Jahrhundert wurde die Kirche verändert. Seit einiger Zeit darf die Kirche, die sich im Besitz der Gemeinde Mesnil-Saint-Père befindet, wegen Baufälligkeit nicht mehr betreten werden.

## Ausstattung
- Madonna mit Kind aus dem 15. Jahrhundert.